# Поліцентрус
Поліце́нтрус (Polycentrus) — південноамериканський рід з родини поліцентрових (Polycentridae).
Ці невеличкі риби мають коротке і високе, стиснуте з боків тіло. Прозорі м'які частини плавців створюють враження, що риби є коротшими, ніж насправді, ніби обрубаними. Дуже великий рот може ще більше розширюватись. Щелепи, глоткові кістки і піднебіння обсаджені великою кількістю гострих зубів. Хижаки.
До складу роду входять 2 види:
- Polycentrus schomburgkii Müller & Troschel, 1849 — риба-обрубок; Тринідад, атлантичне узбережжя Венесуели, Гаяни, Суринаму, Французької Гвіани і північної Бразилії (штат Амапа); довжина до 5,5 см[2];
- Polycentrus jundia Coutinho & Wosiacki, 2014 — басейн річки Ріу-Неґру в Бразилії; довжина до 2,8 см[3].

Polycentrus schomburgkii давно відомий вид, цих риб навіть іноді тримають в акваріумах. Назва обрубок пов'язана з тим, що хвостовий плавець у них абсолютно прозорий, що надає рибам вигляд обрубка.
Polycentrus jundia був описаний лише 2014 року. 